# Mallotus thunbergianus
Mallotus thunbergianus är en törelväxtart som först beskrevs av Johannes Müller Argoviensis, och fick sitt nu gällande namn av Ferdinand Albin Pax och Käthe Hoffmann. Mallotus thunbergianus ingår i släktet Mallotus och familjen törelväxter. Inga underarter finns listade i Catalogue of Life.